# Ergavia piercei
Ergavia piercei är en fjärilsart som beskrevs av Louis Beethoven Prout 1917. Ergavia piercei ingår i släktet Ergavia och familjen mätare. Inga underarter finns listade i Catalogue of Life.